# 詹夏来
詹夏来（1955年8月—），男，汉族，安徽怀宁人，中华人民共和国政治人物。安徽大学中文系汉语言文学专业毕业，大学本科学历。

## 生平
1970年12月参加工作，1972年9月加入中国共产党。历任中共安徽省委办公厅副处长、处长，芜湖市市长助理、副市长、市委副书记、代市长、市长、市委书记、市人大常委会主任等职。2005年5月当选中共安徽省委常委，2008年6月兼任省委秘书长，2011年4月被任命为安徽省人民政府副省长，负责省政府常务工作。2013年9月詹夏来兼任安徽省食安委主任。2016年1月，不再担任中共安徽省委常委、安徽省常务副省长。2016年2月，当选安徽省人大常委会副主任。